# بازيليك القديسة مريم سيدة الملائكة البابوية
بازيليك القديسة مريم سيدة الملائكة البابوية (بالإيطالية: Basilica di Santa Maria degli Angeli)‏ هي بازيليك صغيرة تقع في تلة بلدة أسيزي في إيطاليا. بني البازيليك في سنة 1226 بعد وفاة القديس فرنسيس الأسيزي من قبل الرهبان التابعين له. هذا البازيليك مملوك من قبل الفاتيكان ولذلك سمي بالبازيليك البابوي.